# Desmond Koch
Desmond Dalworth Koch, detto Des (Contea di Lincoln, 10 maggio 1932 – Los Angeles, 26 gennaio 1991), è stato un discobolo statunitense, vincitore della medaglia di bronzo ai Giochi olimpici di Melbourne 1956.

## Biografia
Koch studiò alla Reed High School di Shelton, nello stato di Washington, e poi alla University of Southern California. Nel 1955 vinse il titolo NCAA nel lancio del disco, ma non riuscì a qualificarsi per i Giochi olimpici del 1956; fu incluso nella squadra successivamente, per sostituire Ron Drummond.
Oltre all'atletica leggere, Koch giocò a football americano da dilettante; fu testato da squadre di Green Bay e San Diego, ma non ha mai giocato da professionista.
Dopo essersi ritirato dallo sport, lavorò in uno stabilimento per la produzione di materie plastiche, diventandone dirigente.